# Argynnis atrox
Argynnis atrox är en fjärilsart som beskrevs av Friedrich Wilhelm Niepelt 1914. Argynnis atrox ingår i släktet Argynnis och familjen praktfjärilar. Inga underarter finns listade i Catalogue of Life.